# Demetrio Balestra
Demetrio Balestra (* 17. Januar 1902 in Lugano; † 26. Juni 1988 ebenda, heimatberechtigt in Gerra (Gambarogno)) war ein Schweizer Rechtsanwalt, Politiker, Tessiner Grossrat, Offizier und Oberbefehlshaber der Grenzbrigade 9.

## Leben
Demetrio Balestra, Sohn des Advokaten Luigi, wurde 1902 geboren und verbrachte seine Jugend in Lugano, wo er die obligatorische Schule besuchte. Er erwarb 1920 seine Maturität am Lyceum von Lugano. Ab 1921 besuchte er die rechts- und staatswissenschaftliche Fakultät an der Universität Zürich, wo er 1926 promovierte. Später wurde er Rechtsanwalt und Notar in Lugano.
Er war Major der Infanterie und ab 1942 zusammen mit Piero Balestra auch Redakteur der Rivista Militare Ticinese. Als Oberst war er von 1948 bis 1953 Kommandant der Grenzbrigade 9. Von 1964 bis 1965 war er Präsident der Stiftungsversammlung der Schweizerischen Nationalspende für unsere Soldaten und ihre Familien.

## Schriften
- Capitano Decio Bacilieri. In: Rivista Militare Ticinese.[5]
- Col. Cdt. di corpo Louis De Montmollin. In: Rivista Militare Ticinese.[6]